# Neohahnia catleyi
Espèce
Neohahnia catleyi est une espèce d'araignées aranéomorphes de la famille des Hahniidae.

## Distribution
Cette espèce est endémique de la province de Santo Domingo de Los Tsáchilas en Équateur,. Elle se rencontre vers La Florida.

## Description
La femelle holotype mesure 1,14 mm.

## Systématique et taxinomie
Cette espèce a été décrite par Dupérré et Tapia en 2024.

## Étymologie
Cette espèce est nommée en l'honneur de Kefyn M. Catley. 

## Publication originale
- Dupérré & Tapia, 2024 : « First record of the family Hahniidae in Ecuador with description of thirteen new species and three new genera (Araneae: Hahniidae). » Taxonomy, vol. 4, no 1, p. 53-111 (texte intégral).